# Liste der Baudenkmäler in Rattenkirchen
Auf dieser Seite sind die Baudenkmäler in der oberbayerischen Gemeinde Rattenkirchen zusammengestellt. Diese Tabelle ist eine Teilliste der Liste der Baudenkmäler in Bayern. Grundlage ist die Bayerische Denkmalliste, die auf Basis des Bayerischen Denkmalschutzgesetzes vom 1. Oktober 1973 erstmals erstellt wurde und seither durch das Bayerische Landesamt für Denkmalpflege geführt wird. Die folgenden Angaben ersetzen nicht die rechtsverbindliche Auskunft der Denkmalschutzbehörde.
 Die Liste gibt den Fortschreibungsstand vom 13. August 2016 wieder und umfasst achtzehn Baudenkmäler.

Innenraum von Mariä Himmelfahrt in Rattenkirchen

## Baudenkmäler nach Ortsteilen

### Rattenkirchen
| Lage                             | Objekt                                    | Beschreibung | Akten-Nr.    | Bild                                   |
| -------------------------------- | ----------------------------------------- | --- | ------------ | -------------------------------------- |
| Alte Pfarrhofstraße 7 (Standort) | Ehemaliger Pfarrhof                       | Pfarrhaus, zweigeschossiger barocker Walmdachbau mit südseitig übergiebeltem Mittelrisalit und Lisenengliederung, bezeichnet mit dem Jahr 1766; Wirtschaftsgebäude, zweigeschossiger ziegelsichtiger Satteldachbau, 1741. | D-1-83-138-2 | weitere Bilder                         |
| Kirchenstraße 6 (Standort)       | Katholische Pfarrkirche Mariä Himmelfahrt | Barocker Saalbau mit eingezogenem Polygonalchor, nördlichem Kapellenanbau und Westturm, 1725–27 und 1765; mit Ausstattung.                                                                                                | D-1-83-138-1 | weitere Bilder                         |
| Kirchenstraße 8 (Standort)       | Friedhofskapelle heilige Mutter Gottes    | Im Kern spätgotisch, barocker Umbau im frühen 18. Jahrhundert, Dachreiter mit Zwiebel. | D-1-83-138-3 | Friedhofskapelle heilige Mutter Gottes |

### Haun
| Lage                     | Objekt                     | Beschreibung | Akten-Nr.     | Bild                       |
| ------------------------ | -------------------------- | --- | ------------- | -------------------------- |
| Hauptstraße (Standort)   | Kapelle                    | Kleiner neugotischer Satteldachbau mit Putzgliederung und Dachreiter, 1907; mit Ausstattung.                                                                                       | D-1-83-138-10 | weitere Bilder             |
| Hauptstraße 5 (Standort) | Haustür                    | Neugotische zweiflügelige Holztüre, bezeichnet mit dem Jahr 1863. | D-1-83-138-9  | weitere Bilder             |
| Hauptstraße 7 (Standort) | Haustür am Gasthof Straßer | Zweiflügelige Holztüre in hölzernem Türgewände, neugotisch, bezeichnet mit dem Jahr 1853.                                                                                          | D-1-83-138-8  | Haustür am Gasthof Straßer |
| Hauptstraße 9 (Standort) | Ehemaliges Wohnstallhaus   | Zweigeschossiger Flachsatteldachbau mit Putzgliederung und südseitigen Medaillonmalereien, um 1840; Querstadel, verputzter Satteldachbau, wohl im späten 19. Jahrhundert erneuert. | D-1-83-138-7  | BW                         |

### Ramering
| Lage                  | Objekt                                        | Beschreibung | Akten-Nr.     | Bild |
| --------------------- | --------------------------------------------- | --- | ------------- | ---- |
| Ramering 1 (Standort) | Katholische Filialkirche St. Johannes Baptist | Spätgotischer Bau mit Polygonalchor und Westturm, erste Hälfte 16. Jahrhundert, auf spätromanischen Grundmauern; mit Ausstattung. | D-1-83-138-13 | BW   |
| Ramering 2 (Standort) | Wirtschaftsgebäude eines Dreiseithofes        | Flachsatteldachbau mit ostseitiger Ständerbohlenwand und Bundwerk, frühes 19. Jahrhundert.                                        | D-1-83-138-20 | BW   |
| Ramering 4 (Standort) | Ehemaliges Kleinbauernhaus                    | Eingeschossiger Flachsatteldachbau mit hohem Blockbau-Kniestock und Blockbau-Giebel, im Kern erstes Drittel 19. Jahrhundert.      | D-1-83-138-14 | BW   |

### Weitere Ortsteile
| Lage                    | Objekt                                                        | Beschreibung | Akten-Nr.     | Bild                                         |
| ----------------------- | ------------------------------------------------------------- | --- | ------------- | -------------------------------------------- |
| Empling 7 (Standort)    | Mitterstubenhaus,                                             | erdgeschossiger Flachsatteldachbau in Blockbauweise, wohl 1728. | D-1-83-138-4  | BW                                           |
| Empling 8 (Standort)    | Stadel eines Dreiseithofes                                    | Satteldachbau mit traufseitiger Gitterbundwerkzone, von 1808, größtenteils verblecht, mit später angefügtem Vordach. | D-1-83-138-5  | BW                                           |
| Göppenham 4 (Standort)  | Katholische Filialkirche St. Nikolaus, sogenannte Wasenkirche | Kleiner flachgedeckter Saalbau mit eingezogenem Chor und Dachreiter, erste Hälfte 15. Jahrhundert, Langhaus wohl erst 17. Jahrhundert. | D-1-83-138-6  | weitere Bilder                               |
| Masch (Standort)        | Bildstock                                                     | Tuffsteinmonolith mit Bildnische, 16. Jahrhundert. | D-1-83-138-11 | BW                                           |
| Neuhausen (Standort)    | Kapelle                                                       | Kleiner Satteldachbau mit Putzgliederung und Lourdesgrotte, bezeichnet mit dem Jahr 1894; mit Ausstattung. | D-1-83-138-12 | weitere Bilder                               |
| Wald 2 (Standort)       | Haustür am Wohnstallhaus                                      | Hölzernes Türgewände und Türblatt, neugotisch, von 1863. | D-1-83-138-16 | BW                                           |
| Wald 6 (Standort)       | Katholische Filialkirche St. Florian (evtl. früher St. Benno) | Hoher Rechteckbau mit halbrundem Chor und Dachreiter, frühes 18. Jahrhundert; mit Ausstattung. | D-1-83-138-15 | weitere Bilder                               |
| Waldsberg 2 (Standort)  | Wohnstallhaus eines ehemaligen Vierseithofes                  | Zweigeschossiger Flachsatteldachbau mit Kniestock, Putzgliederung und Bundwerk am Wirtschaftsteil, gegen Mitte 19. Jahrhundert. | D-1-83-138-17 | Wohnstallhaus eines ehemaligen Vierseithofes |
| Ziegelsham 3 (Standort) | Vierseithof, sogenannter Brunnerhof                           | Ehemaliges Wohnstallhaus, zweigeschossiger Flachsatteldachbau mit Zierputz und traufseitigen Balkonen, bezeichnet mit dem Jahr 1836 (Wirtschaftsteil 2001 durch Neubau ersetzt); Stadel, zweigeschossiger verputzter Massivbau mit Flachsatteldach und Medaillonmalereien im Giebel, bezeichnet mit dem Jahr 1903; Backhaus, kleiner Satteldachbau, zweite Hälfte 19. Jahrhundert. | D-1-83-138-19 | Vierseithof, sogenannter Brunnerhof          |

## Ehemalige Baudenkmäler
In diesem Abschnitt sind Objekte aufgeführt, die früher einmal in der Denkmalliste eingetragen waren, jetzt aber nicht mehr. Objekte, die in anderem Zusammenhang – also z. B. als Teil eines Baudenkmals – weiter eingetragen sind, sollen hier nicht aufgeführt werden. Aktennummern in diesem Abschnitt sind ehemalige, jetzt nicht mehr gültige Aktennummern.

| Lage    | Objekt      | Beschreibung | Akten-Nr.     | Bild |
| ------- | ----------- | --- | ------------- | ---- |
| Haun () | Stallstadel | Traufständiger symmetrischer Satteldachbau mit Putzgliederung, bezeichnet mit dem Jahr 1860; urspr. dem Gasthof Haus Nr. 7 zugehörig. | D-1-83-138-21 |      |